# Kei Sugimoto
Kei Sugimoto (杉本 圭 Sugimoto Kei?, nacido el 4 de junio de 1982 en Kanagawa) es un exfutbolista japonés. Jugaba de defensa y su único club fue el Shonan Bellmare de Japón.

## Trayectoria

### Clubes
| Club            | País  | Año         |
| --------------- | ----- | ----------- |
| Shonan Bellmare | Japón | 2000 - 2003 |